# Langeland

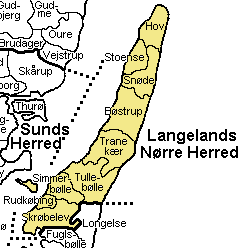
Nordharde (Langelands Nørre Herred)

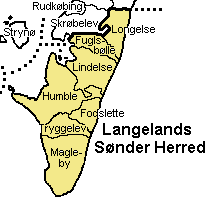
Südharde (Langelands Sønder Herred)

Langeland [ˈlɑŋəlanʔ] ist eine 52 km lange und bis zu 11 km breite Ostseeinsel in der Region Syddanmark in Dänemark. Sie ist über ein Brückensystem erreichbar, das die Inseln Siø und Tåsinge einschließt und das an das nordwestlich gelegene Fyn (dt.: Fünen) angebunden ist.
Die Insel Langeland bildet mit 11.732 Einwohnern (1. Januar 2025) auf 283,84 km² zugleich auch eine Kommune (seit der Kommunalreform 2007). Östlich von Langeland erstreckt sich der Langelandsbelt. Er ist eine südliche Verlängerung des Großen Belts, der einen der dänischen Ostseezugänge bildet. Langeland ist Teil der Inselwelt der sogenannten Dänischen Südsee (im Dänischen: Sydfynske øhav). Am 12. Februar 2003 gab es nur in der Sydlangeland Kommune eine Volksabstimmung für oder gegen eine inselweite Zusammenlegung mit den übrigen zwei Kommunen. Die Abstimmung sprach sich dafür aus. 1992 und 2000 gab es inselweit Volksabstimmungen; Sydlangeland war in beiden gegen die Zusammenlegung.

## Geografie, Verwaltung und Verkehr
Die 284 km² große Insel Langeland gliederte sich ursprünglich in zwei Harden, die Nord- (Langelands Nørre Herred) und die Südharde (Langelands Sønder Herred) im Svendborg Amt, die mit der Kommunalreform 1970 von Nord nach Süd in drei historische Verwaltungsbezirke (Kommunen) aufgeteilt wurden, die zum damaligen Fyns Amt gehörten:
Tranekær
Hier ist das Schloss Tranekær eine der Hauptsehenswürdigkeiten. 1663 erbte der Statthalter und dänische Kanzler Graf Friedrich von Ahlefeldt die Herrschaft Langeland und seither gehört das Schloss dessen Nachfahren, den Grafen von Ahlefeldt-Laurvig. An der Nordspitze Langelands liegt der kleine Hafenort Lohals. Die von hier aus nach Korsør auf Seeland (Querung des Großen Belts) verkehrende Fähre wurde 1998 eingestellt.
Rudkøbing
Rudkøbing ist der Hauptort der Gemeinde Langeland und bildet die Inselmitte. Rudkøbing beherbergt die südlichste Hauptverkehrsachse Dänemarks in West-Ost-Richtung. Die Verbindung nach Westen wird nach der Stilllegung der Fährverbindung Svendborg–Rudkøbing seit 1962 über die Langelandsbroen nach Rudkøbing, die nach Osten mit der Fährverbindung Spodsbjerg-Tårs (Insel Lolland) hergestellt. Durch außerordentlich flache Gewässer vor der Westküste Langelands verkehrte bis zum 21. Januar 2013 eine moderne Fähre von Rudkøbing nach Marstal auf der Nachbarinsel Ærø. Im Dezember 2019 wurde auf dieser Route eine neue Fährlinie eröffnet.
Südlangeland
Der südliche Inselteil liegt abseits der großen Verkehrswege. Im November 2003 wurde die Fährlinie nach Deutschland (Bagenkop–Kiel) mit einer bis zu 140 PKW fassenden Auto/Personen-Fähre endgültig eingestellt, da sie nach Beendigung des zollfreien Einkaufs innerhalb der EU (Butterfahrt) nicht mehr rentabel betrieben werden konnte. Der ehemalige Fähranleger in Bagenkop ist mittlerweile komplett zurückgebaut.
Im Zuge der dänischen Verwaltungsreform zum 1. Januar 2007 wurden diese drei Kommunen zur Langeland Kommune zusammengefasst.
Über die Insel führen mehrere Radfernwege, u. a. der Ostseeküsten-Radweg, welcher als EuroVelo-Route 10 einmal die Ostsee umrundet.

## Kirchspielsgemeinden und Ortschaften auf der Insel
Auf der Insel liegen die folgenden Kirchspielsgemeinden (dän.: Sogn) und Ortschaften mit über 200 Einwohnern (byområder (dt.: „Stadtgebiete“) nach Definition der dänischen Statistikbehörde); Einwohnerzahl am 1. Januar 2025; wenn bei einer Ortschaft eine Einwohnerzahl von Null eingetragen ist, hatte der Ort in der Vergangenheit mehr als 200 Einwohner, ist aber zwischenzeitlich unter diese Grenze gesunken:
| Sogn | Einwohner         | Ortschaft | Einwohner              |       |
| ---- | ----------------- | --------- | ---------------------- | ----- |
| 18   | Bagenkop Sogn (a) | 502       | Bagenkop               | 429   |
| 04   | Bøstrup Sogn      | 397       |                        |       |
| 15   | Fodslette Sogn    | 92        |                        |       |
| 12   | Fuglsbølle Sogn   | 188       |                        |       |
| 01   | Hou Sogn          | 528       | Lohals                 | 433   |
| 14   | Humble Sogn       | 1.197     | Humble                 | 581   |
| 13   | Lindelse Sogn     | 691       | Lindelse               | 295   |
| 11   | Longelse Sogn     | 517       | Spodsbjerg (c)         | < 200 |
| 17   | Magleby Sogn (a)  | 335       |                        |       |
| 08   | Rudkøbing Sogn    | 3.894     | Rudkøbing              | 4.485 |
| 07   | Simmerbølle Sogn  | 719       |                        |       |
| 10   | Skrøbelev Sogn    | 676       |                        |       |
| 03   | Snøde Sogn        | 348       | Snøde                  | 269   |
| 02   | Stoense Sogn      | 156       |                        |       |
| 09   | Strynø Sogn       | 216       | Strynø Strynø Kalv (b) | 216 0 |
| 05   | Tranekær Sogn     | 178       |                        |       |
| 16   | Tryggelev Sogn    | 274       | Tryggelev (c)          | < 200 |
| 06   | Tullebølle Sogn   | 1.050     | Tullebølle             | 753   |

## Touristisches
Touristisch interessante Punkte in Südlangeland sind u. a. das Ristinge-Kliff in Sichtweite der Insel Ærø und der Leuchtturm Keldsnor Fyr nahe dem Fischer- und Segelhafen Bagenkop an der Südspitze der Insel. Hier befindet sich das Langelandsfort, ein Militärstützpunkt während des Kalten Krieges. Es wurde 1993 in ein Museum umgewandelt, in dem unter anderem zwei Düsenjäger (Saab J-35 Draken und MiG-23) zu besichtigen sind.

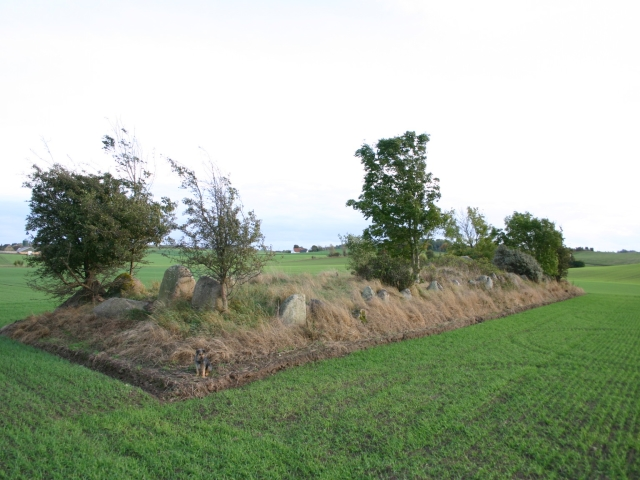
"Kong Humbles Grav"

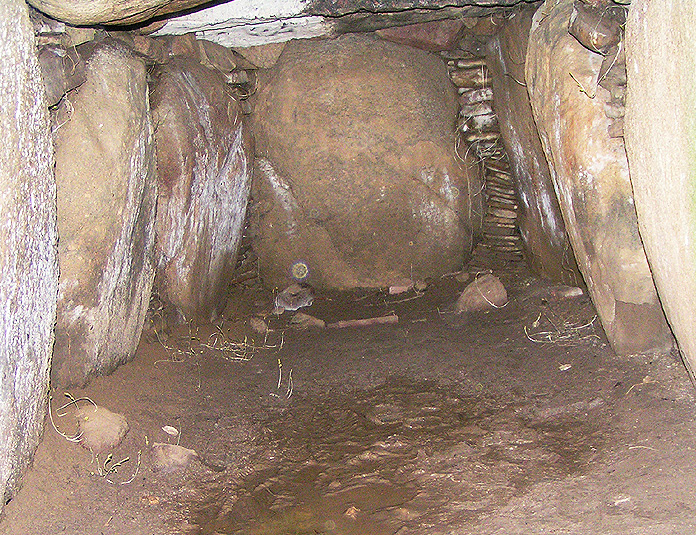
Die Kammer im Hulbjerg

## Archäologie
Langeland ist durch eine Reihe prähistorischer Denkmäler interessant. Darunter ragen die Ganggräber und Dolmen im Skovtofte, im Ravnebjerg Skov im Tvedeskov, in Herslev, die Hünenbetten von Frellesvig, der Langdolmen von Løkkeby und Kong Humbles Grav die Dolmen am Ristinge Nor, Pæregård sowie der Myrebjerg und der Hulbjerg im äußersten Süden sicher heraus. Hinzu kommen die Grabhügel im Wald von Bremlevænge, die Schiffssetzung im Konabbe Skov und die Siedlungen Lindø und Troldebjerg.

## Geologie

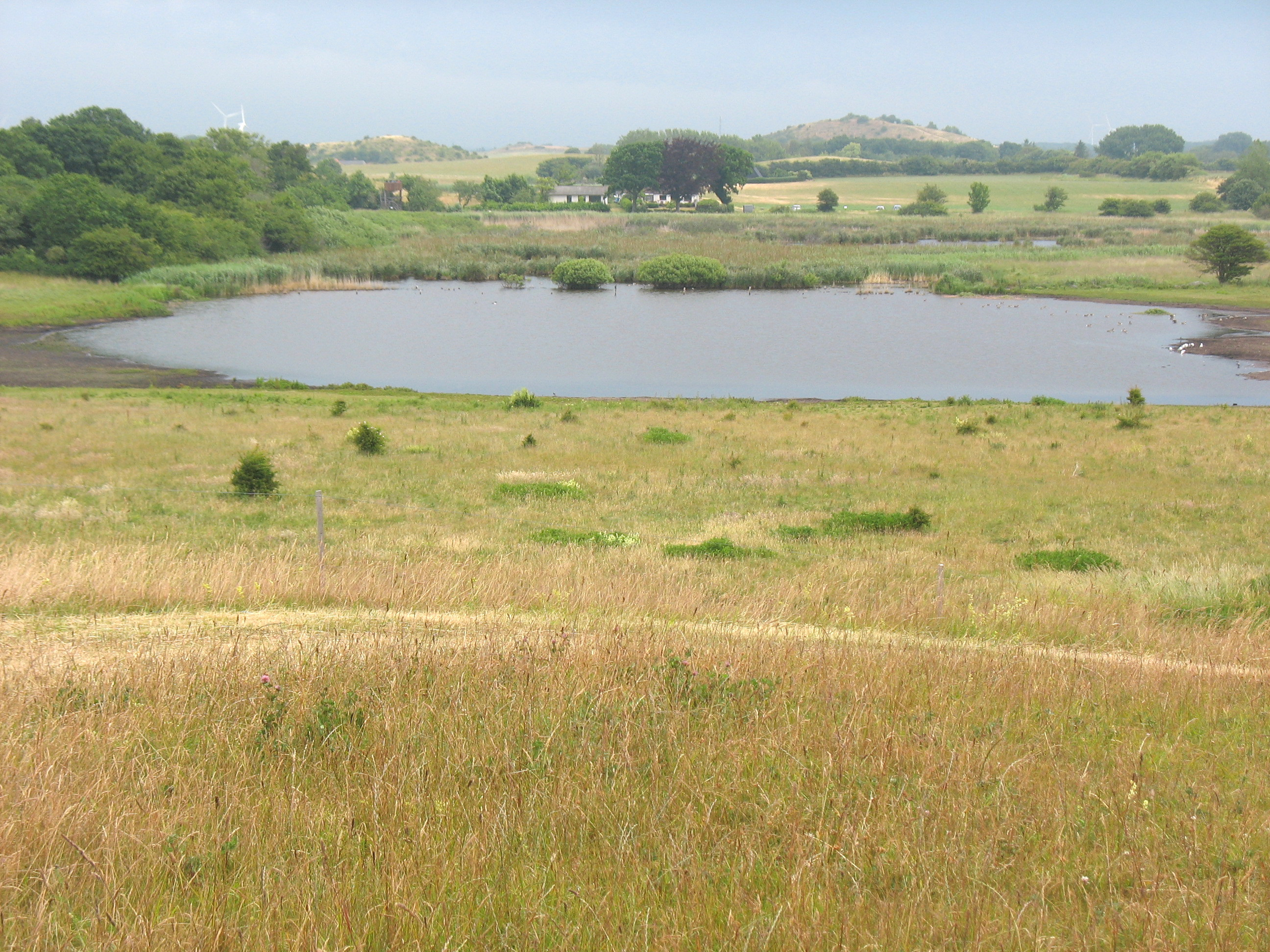
Keldsnor an der Südspitze von Langeland, im Hintergrund einige Huthügel

Auf Langeland befinden sich etwa 690 allein stehende Hügel, die sich trotz ihrer relativ geringen Höhe von nur 10 bis 20 Metern deutlich von der sie umgebenden flachen Landschaft abheben. Diese hutförmigen Hügel (dän. hatbakker) bilden eine einzigartige Landschaftsform und sind das herausragende landschaftliche Element der Insel. Die Hügel erstrecken sich in einer langen Reihe über die gesamte Insel, mit Ausnahme der Halbinsel Ristinge. Die Hügelreihe setzt sich in den Großen Belt hinein fort und führt in einem Bogen von Lohals bis Korsør auf Seeland. Die Hügel bestehen überwiegend aus vom Schmelzwasser eiszeitlicher Gletscher abgelagertem Kies und Sand, wobei die Lagen aufrecht stehen und zum Zentrum der Anhöhe hin geneigt sind.
Bis heute liegt keine gesicherte Erklärung über die Entstehung dieser Huthügel vor. Es ist möglich, dass sie aus kleinen Seen entstanden, die sich auf dem vorderen Teil eines zum Stillstand gekommenen Gletschers gebildet haben. In diesem Abschnitt des Gletschers bildeten sich Spalten in einem schachbrettartigen Muster, eine Erscheinung, die mit dem russischen Wort „krevasser“ bezeichnet wird. Dort, wo die Spalten im rechten Winkel aufeinandertreffen, entstand eine kleine Senke. Vom Schmelzwasser des Gletschers wurden Kies, Sand und Ton in das kleine Becken verfrachtet. Der weiter zurück liegende aktive Teil der Gletscher stieß zu einem späteren Zeitpunkt auf das Toteis mit seinen Seen oder fuhr darüber hinweg. Dabei wurden die Lagen gefaltet und die Spitzen dieser Falten abgehobelt. Einige Stellen wurden mit Geschiebemergel überdeckt. Als das Eis schmolz, blieben die Hügel auf einer flachen Oberfläche in einer langen Reihe zurück.
Eine weitere geologische Sehenswürdigkeit ist Keldsnor im äußersten Süden der Insel. Es handelt sich um einen Strandsee, der aus einer früheren Meeresbucht entstanden ist, die von einem Nehrungshaken und steinigen Strandwällen vom offenen Meer abgeschnürt wurde.

## Verschiedenes
Der berühmteste Sohn der Insel ist der Entdecker des Elektromagnetismus Hans Christian Ørsted.